# Stor vintergröna
Stor vintergröna (Vinca major L.) är en art i familjen oleanderväxter.

## Beskrivning
Stor vintergröna är en krypande, eller sällsynt klättrande och rotslående buske. Stammarna kan bli två meter långa eller mer, och blommande skott kan bli 30 cm höga. Plantan är kal eller med lite hår vid noderna. Bladen är motsatta, skaftade, till cirka 6 × 4,5 cm, äggrunda, enkla, helbräddade, djupt gröna, vanligen tvärt avhuggna eller hjärtlika vid basen, något håriga längs nerver och kanter, kala undertill.

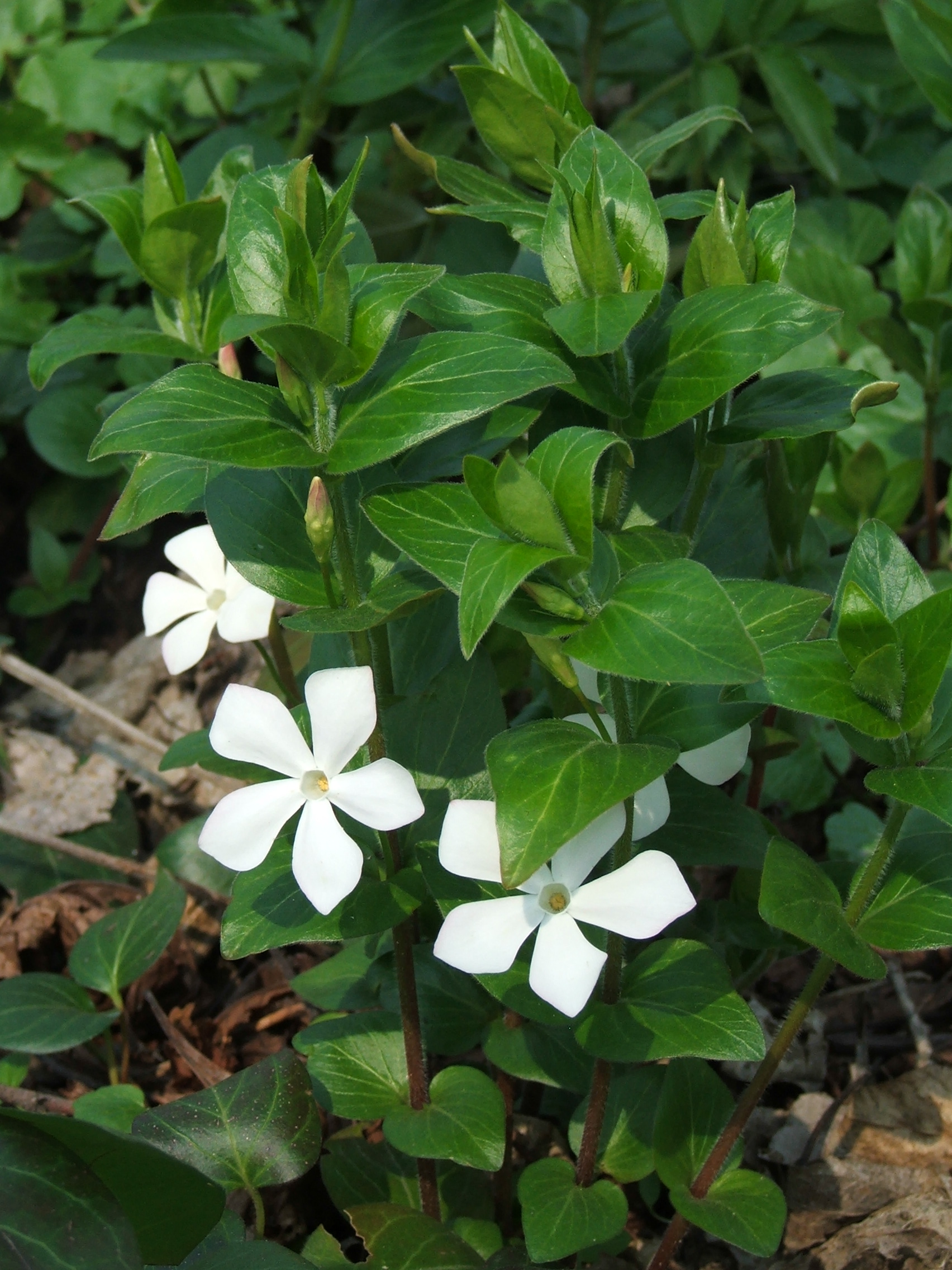
Vinca major var alba

Blommorna kommer ensamma i bladvecken på 3–5 cm långa blomskaft, de är violetta med vit bas. En odlad helt vit variant förekommer.
Foderflikarna är smalt lansettlika, till 1,5 cm långa. Kronan är trattlik med utbrett, femflikigt bräm, till 5 cm i diameter. Fruktskidorna sitter sammanväxta i par och blir 5 cm långa. Blomningen sker under våren.
Blomman är tvåkönad med 1 pistill och 5 ståndare med ståndarknapparna hopstående.
Kromosomtalet är 2n = 46.
Stor vintergröna är närstående och mycket lik vanlig vintergröna (V. minor L.), men den senare har kala blad med gradvis avsmalnande bladbas. Blomskaften är 1–1,5 cm långa.

## Biotop
Till skillnad från vanlig vintergröna är stor vintergröna dåligt vinterhärdig, och trädgårdsexemplar bör grävas upp på hösten och vinterförvaras inomhus.
Fröna har dålig grobarhet, och förökning sker huvudsakligen vegetativt genom rotslående grenar.

## Habitat
Vildväxande i västra och centrala Medelhavsområdet och västra Mindre Asien.  I Sverige endast odlad som trädgårdsväxt, men kan ibland finnas som förvildad rymling från någon trädgård.

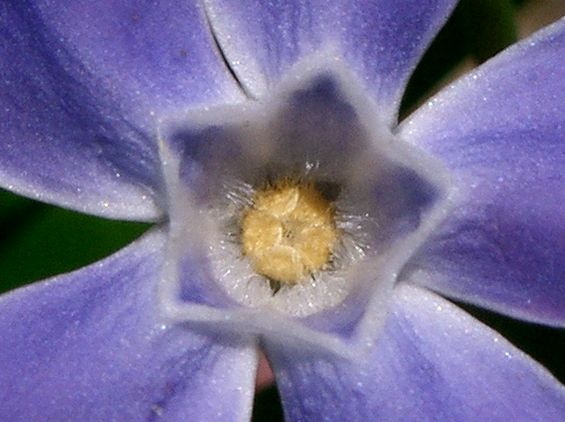
Blomma i närbild Här syns tydligt, att ståndarknapparna är hopstående.
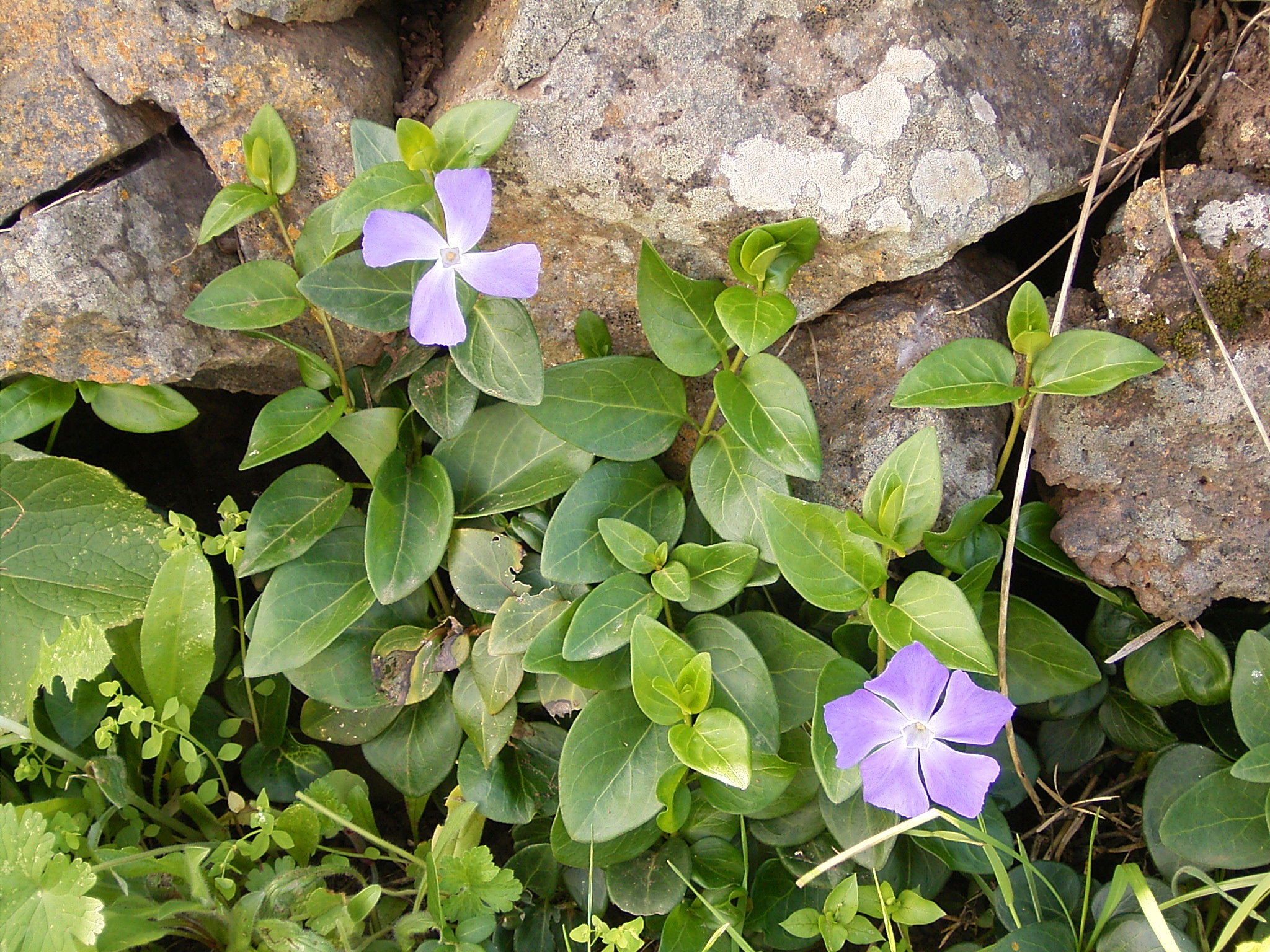
En mutation med bara 4 kronblad Granska centrum noga: Pistillen och ståndarna är följaktligen ordnade i en kvadrat i motsats till den normala 5-udden
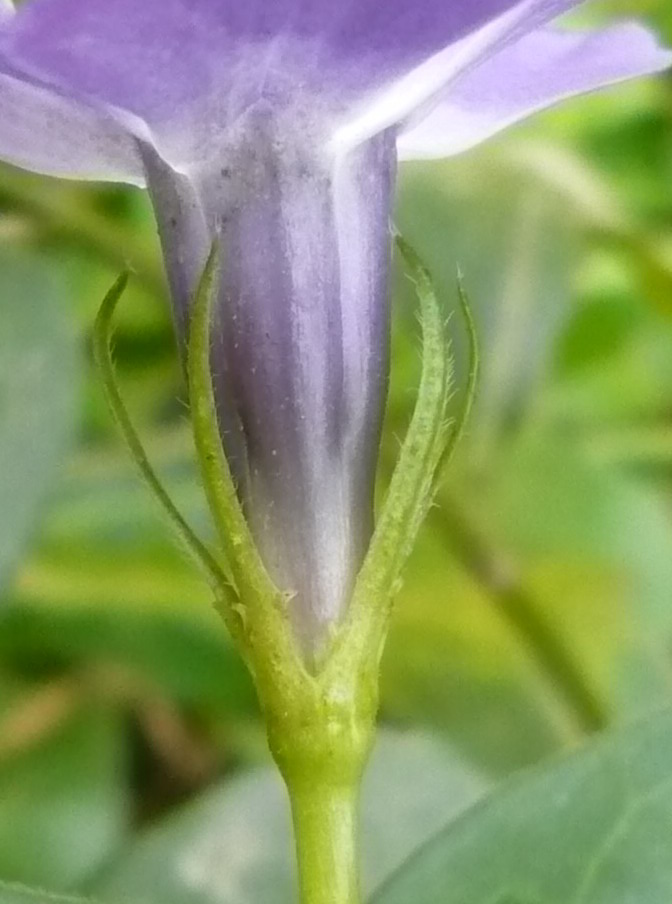
Lägg märke till håren på blommans foderblad
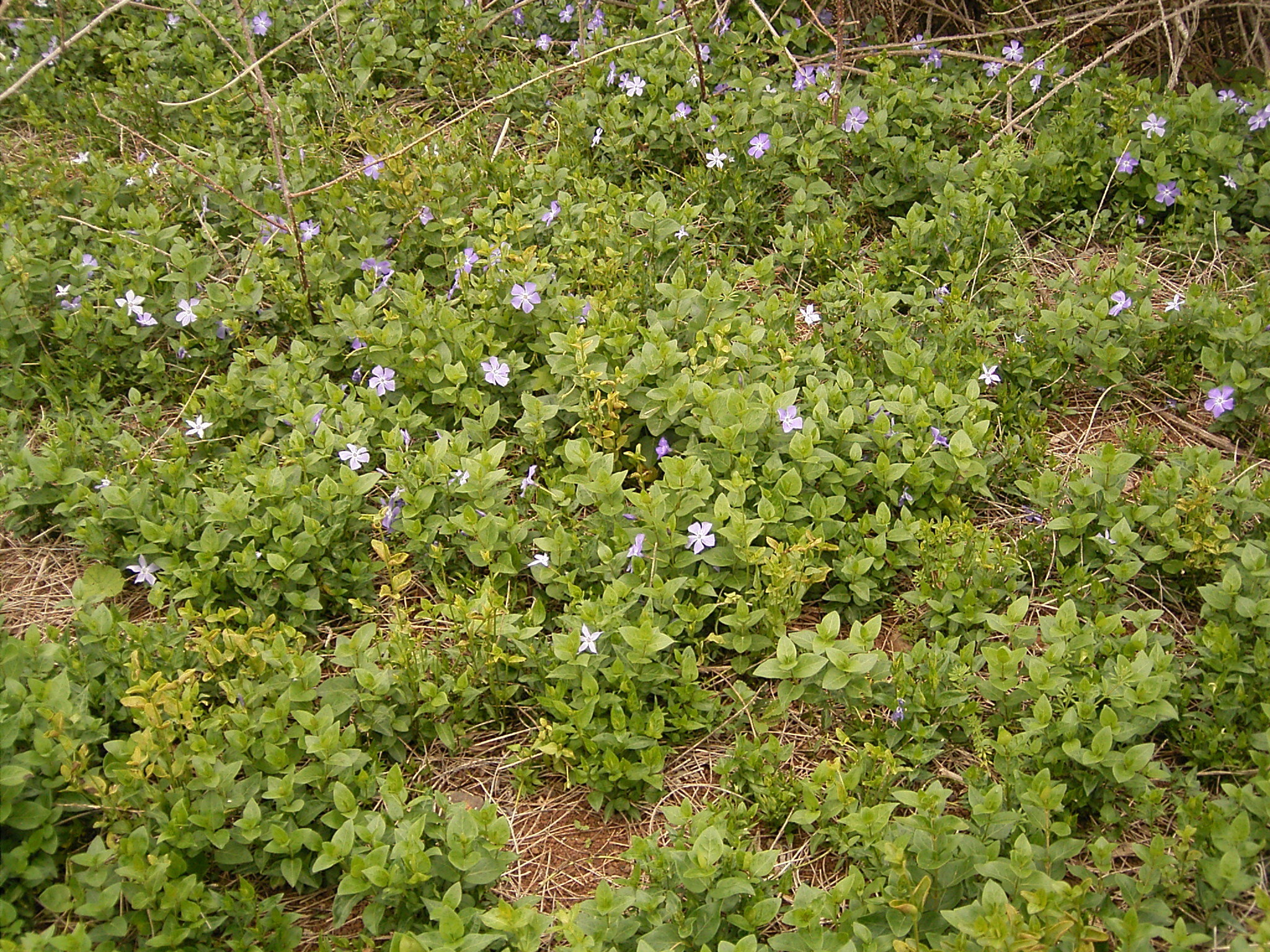
En snårig matta, snarare än en traditionell buske
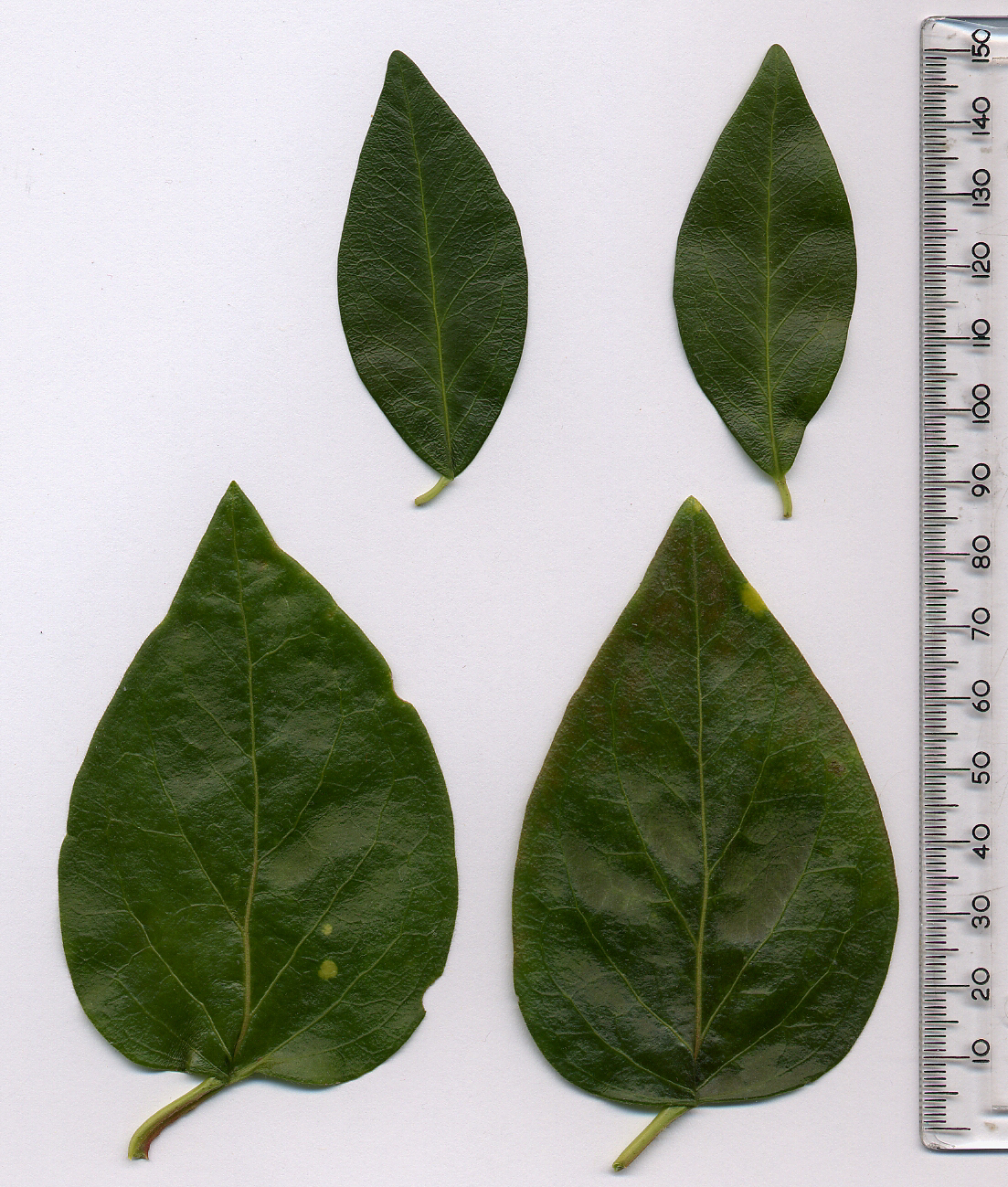
Jämförelse mellan bladen Upptill Liten vintergröna, nedtill Stor vintergröna Skalan är graderad i mm
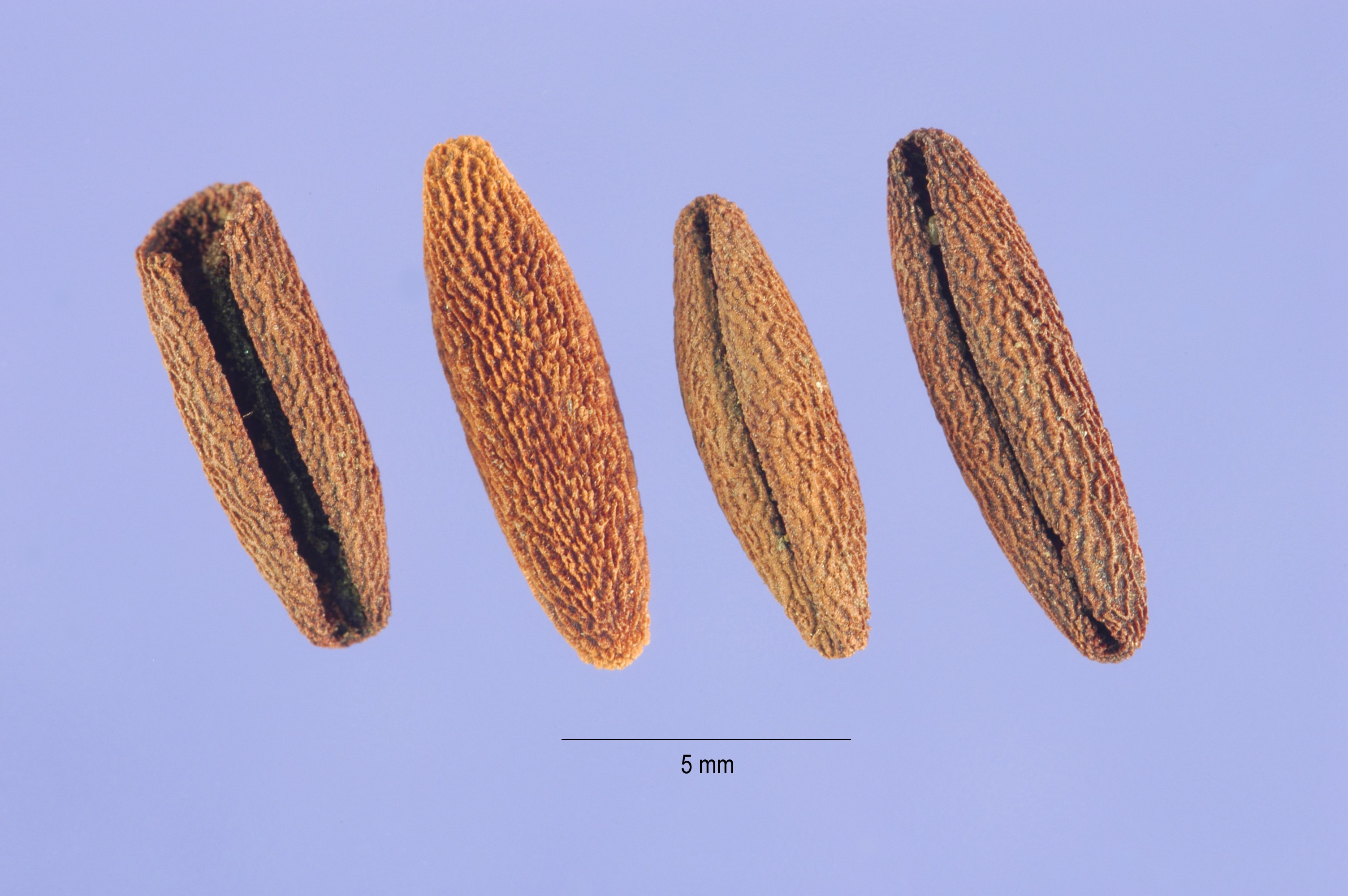
Frön Lägg märke till skalan nedtill